# التساهيل في نزع الهلاهيل
ثاني الأعمال الروائية للكاتب والروائي المصري زين عبد الهادي صدرت الطبعة الأولى منها عام 2005 عن الهيئة المصرية العامة للكتاب. ورغم أنها كانت أولى الأعمال الروائية له إلا إنه تأخر صدورها حتى صدرت روايته المواسم. تلقي الرواية الضوء على عدد كبير من الأسباب التي أعادت تشكيل الحياة المصرية بسبب هجرة المصريين إلى الخليج، وتفضيل النساء للعائدين من الخليج، وموت قصص الحب، والتأثير الاجتماعي لذلك، الذي يظهر في الشوارع والحارات والبيوت.
ومن خلال سيد العبد، الشخصية المحورية، يتناول زين عبد الهادي، أحوال المصريين في الخليج خلال فترة الثمانينيات والتسعينيات، ملقيا الضوء على معاناتهم هناك، معتمدا على مذكراته الشخصية حيث يقول: «حين بدأت كتابتها كنت أكتب بعض من مذكراتي الشخصية، لم أكن أعلم أبدا أنني أكتب روايتي الأولى». تصف الرواية رحلة سيد العبد عام 1981 بعد معاهدة السلام مع إسرائيل من الصحراء الغربية، حيث قضى فترة تجنيده، حتى هجرته إلى الكويت.
بيعت نسخها العشرة آلاف في خلال سنتين من تاريخ صدورها، وصدرت الطبعة الثانية منها في نوفمبر 2008 عن دار شمس للنشر والتوزيع.